# 大定之治
大定之治，指金朝在金世宗完颜雍在位期间出现的繁荣局面。

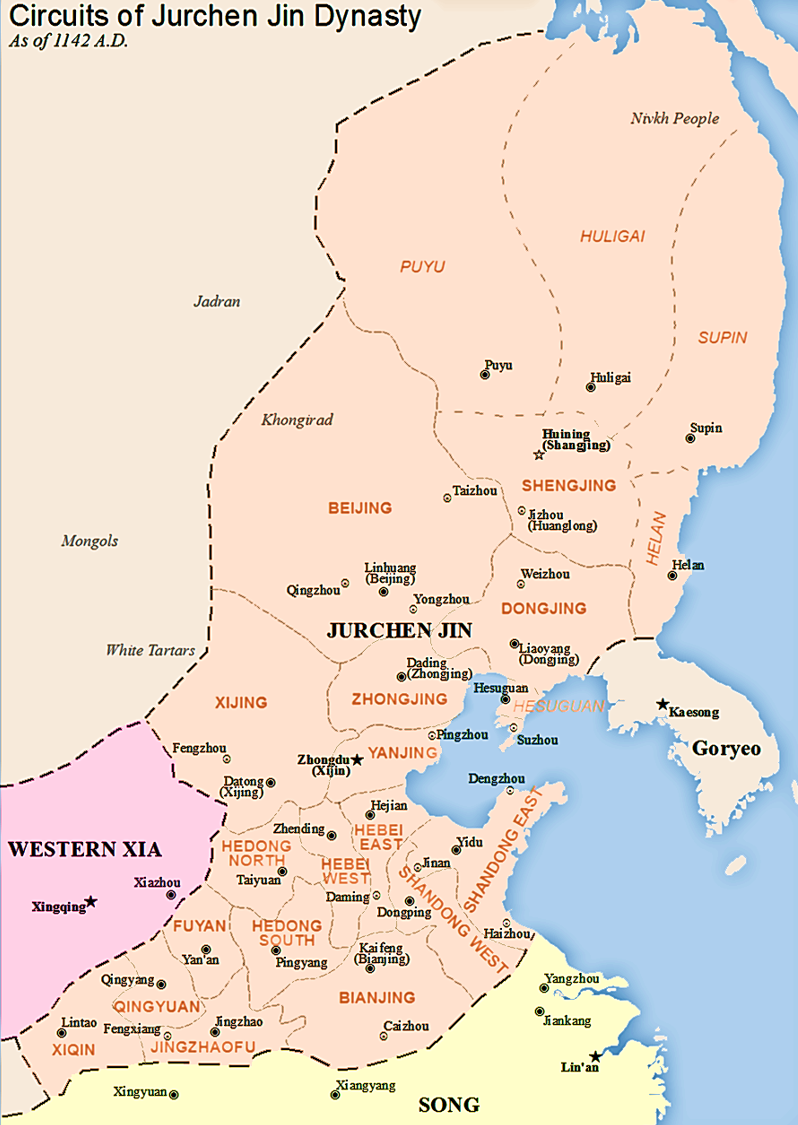
金朝疆域

## 背景

### 金朝政治改革
金人入主中原前实施勃极烈制度和集行政、军事、生产为一体的猛安谋克制。金人入主中原后，开始着手政治制度改革。
1134年，金太宗决定开始政治制度改革。1136年，完颜宗磐、完颜宗干和完颜宗翰三人共同总管政府机构，“并领三省事”。1138年，开始实施“天眷新制”，即在中央设置尚书、中书、门下三省，以三省六部制取代勃极烈制度。同年，改燕京枢密院为行台尚书省，全面实行汉官制度，制定礼仪。从而结束了先前沿袭辽朝的南北面官双重体制并存的局面，金朝的政治体制实现了一元化，实行单一的汉法制度。1156年，海陵王完颜亮对三省六部制进行改革，废除中书省、门下省，仅保留尚书省总管政务，进一步集中了皇权。
有观点认为，金朝中央官制改革适应了汉地统治，迅速完成了中央集权化的转变，是大定之治出现的重要原因之一。

### 税制改革
初期，女真政权的税制主要为牛具税。“牛头税即牛具税，猛安谋克部女直户所输之税也。其制每耒牛三头为一具，限民口二十五受田四顷四亩有奇，岁输粟大约不过一石，官民占田无过四十具。……（天会）四年诏内地诸路，每牛一具赋税五斗，为定制。“入主中原后的1145年，金朝实行“计口授田”制度，即以人丁为标准授田，类似于均田制。

### 农业发展
金朝鼓励垦荒种植，规定凡开垦荒地或黄河滩地者，均可减免赋税。中原地区的生产技术与生产工具传入今东北地区。金朝中叶时，河北、山东等地已“寸土悉垦”。据记载，北宋神宗时期北方垦田数为1602978顷，较金代河南垦田数少307000余顷。表明金朝耕地面积可能已超过北宋时期。

### 民族关系
金世宗上位前，金朝的民族关系已有一定缓和。金朝推行汉化政策，“还燕人田业”，减轻了对汉人的压迫。女真人说汉语，改汉姓，并与汉人通婚。大定初年时，金朝户数已达三百余万。

## 政治

### 吏治
大定二年（1162年），金世宗修订官制，增设更多官职，以尚书令、左右丞相和平章政事为宰相官，左右丞、参知政事为执政官，分散宰相权力，进一步集中皇权。金世宗重用科举出身的官员，改变先前民族、资历为重的用人条件。金世宗经常交换中央与地方的官员，规定官员应凭政绩升迁，并确定官员在六十岁后可辞官退休。

### 律法
大定时期，金朝律法在金世宗主持下进一步修改完善。

## 人口
据记载，大定初年，金朝约有三百万户。大定二十七年时，金朝户数达到约678万。大定之治期间，金朝户数增长一倍。

## 经济
1168年起，下令保护马、牛，禁止宰杀，禁止商贾和舟车使用马匹。又规定对群牧官、群牧人等按牲畜滋息损耗给予赏罚。经常派出官员核实牲畜数字，发现短缺就处分官吏，由放牧人赔偿。对一般民户饲养的牲畜，登记数额，按贫富造簿籍，有战事，就按籍征调，避免征调时出现贫富不均的现象。对各部族的羊和马，规定制度，禁止官府随意强取。为改变赋役不均现象，1164年，完颜雍下令分路通检天下物力。次年，颁布“通检地土等第税法”，统一各路标准，轻重不均的现象始有所改变。

## 文化
金朝文化此时已发展到较高水平。学者董锡玖评价，“大定以后，其文笔雄健，直继北宋诸贤”。

### 儒学
金世宗大力尊孔崇儒，修孔庙与庙学，推崇《尚书》、《孟子》。京师设有女真国子学，各路设女真府学，科举依旧以经书为标准，儒学得以传播。

### 女真语
大定时期，设立女真进士科以升擢选官，仅允许女真人用女真语参加，与词赋进士区别在于，词赋进士科包含策论与词赋，而女真进士科仅考策论。
大定二十五年（1185年），大金得胜陀颂碑刻立，有学者认为其背面的女真文文本是现存最重要的女真语语料之一。

## 民族关系
大定之治时期，金朝继续推行“女真为本”的的民族政策，对于汉族和契丹族的歧视依旧存在。金世宗极力维护女真的文化习俗，防止女真人被全盘汉化。

女真族出身的尚书右丞唐括安礼曾向金世宗进谏，希望金世宗撤回之前将应征入伍的汉人的农田分配给女真人的命令，“猛安人与汉户，今皆一家，彼耕此种，皆是国人，即日签军，恐妨农作。”金世宗回应：
“朕谓卿有知识，每事专效汉人，若无事之际可务农作，度宋人之意且起争端，国家有事，农作奚暇？……所谓一家者皆一类也，女直、汉人，其实则二。朕即位东京，契丹、汉人皆不往，惟女直人偕来，此可谓一类乎？

“朕夙夜思念，使太祖皇帝功业不坠，传及万世，女直人物力不困。卿等悉之。”

## 外交

### 与宋的关系
完颜雍即位后，为应对契丹族叛乱，对南宋采取守势。他向南宋声明“南侵是完颜亮的错误”，并表示希望能继续按照绍兴和议行事。契丹叛乱被平息后，完颜雍重新对南宋采取强硬态度，击溃四川、陕西一带的宋军，并逐步重新控制了靖康之变后南宋通过反攻收回的领土。1163年，金朝击退宋孝宗发起的隆兴北伐，并与宋订立隆兴和议，改宋向金称臣为称叔，将岁贡改称岁币，并减少十万。

### 与蒙古的关系
金朝为了稳固漠北地区，采取联合部落去压制想要崛起的部落，并且多次派兵减丁、掠夺，这使得部分漠北部落敌视金朝。

### 与西夏的关系
1170年，西夏发生任得敬分国事件，西夏仁宗李仁孝为任得敬求封，完颜雍认为是权臣逼夺，非西夏王本意，没有同意，并在赐给李仁孝的诏书中说： “自我国家戡定中原，怀柔西土，始则画疆于乃父，继而锡命于尔躬，恩厚一方，年垂三纪，藩臣之礼既务践修，先业所传亦当固守”。1170年8月，任得敬企图与宋朝联合进攻金朝，随后消息泄露，任得敬最终被杀。

### 与高丽的关系
金对高丽为藩属关系。1170年，高丽武人郑仲夫、李义方等发动叛乱，废国王王晛（高丽毅宗），另立翼阳公王晧（高丽明宗），建立武人政权。高丽将此通报完颜雍，请求金册封王皓。完颜雍初拒绝册封，而后对高丽叛乱转为不干涉态度，最终事实上默认了王皓的高丽王地位。1172年5月，金朝使节乌古论仲荣、张享携诏至高丽，册封明宗王皓为开府仪同三司、高丽国王。1174年，高丽西京留守赵位宠起兵反对新立的武人政权，并上表金朝，告知完颜雍高丽毅宗遇害的事实，并“请以慈悲岭以西，鸭绿江以东四十余城内附”，遭到金世宗拒绝。金世宗还命将赵位宠使者遣送回高丽朝廷。赵位宠叛乱最终失败。

### 与越南（李朝）的关系
1168年8月，金、南宋皆向越南李朝遣使。李朝“礼待双方来使，然而不令相见”。

## 评价

### 正面评价
《金史·世宗纪》对大定之治持较高评价，并将金世宗称为“小尧舜”：“当此之时，群臣守职，上下相安，家给人足，仓廪有余，刑部岁断死罪，或十七人，或二十人，号称‘小尧舜’，此其效验也。”
刘祁：“世宗天资仁厚，善于守成，又躬自俭约以养育士庶，故大定三十年几致太平。所用多敦朴谨厚之士，故石琚辈为相，不烦扰，不更张，偃息干戈，修崇学校，议者以为有汉文景风。此所以基明昌、承安之盛也。”
刘因：“金源大定始全盛，时以汉文当世宗。”

### 负面评价
朱熹总体上对大定之治持负面态度，认为其有偶然成分：“他能尊行尧舜之道，要做大尧舜也由他。”“他岂变夷狄之风？恐只是天资高，偶合仁政耳！”